# 廖淑惠
廖淑惠（1966年—），出生於雲林縣農戶，家中排行第三。1981年北上就讀北一女中，於此期間，決定以化學為志向，並於畢業後保送國立臺灣大學化學系。1988年前往美國洛杉磯就讀加州大學於當地的分校，其後進入大衛·艾森柏格的實驗室實習，主要研究氮新陳代謝的中心酵素麩胺醯胺合成酶及其催化、調控機制等。1993年，基於家庭因素回國，選擇回到母校臺大任教。1998年，透過胡承波、周成功與蕭明熙的推薦，轉至國立陽明大學協助成立結構生物學學程，研究主軸則以蛋白結構超家族及其成員之結構、功能、調控等為主。
在美國完成博士學位期間與，丈夫相識，兩人於相識2年後結婚，育有一雙兒女。1999年，加入荒野保護協會，並擔任自然解說員。